# ザムトゲマインデ・マルクローエ
ザムトゲマインデ・マルクローエ (ドイツ語: Samtgemeinde Marklohe) は、ドイツ連邦共和国ニーダーザクセン州ニーンブルク/ヴェーザー郡北西部にかつて存在したザムトゲマインデ（集合自治体）である。マルクローエ、ヴィーツェン、バルゲがその行政機能を統合したものであった。また、シュタイアーベルクおよびザムトゲマインデ・リーベナウと目的連合『ヴェーザー左岸』を形成し、行政協力を行っていた。ザムトゲマインデの本部はマルクローエのレムケ地区にあった。2021年11月1日にザムトゲマインデ・リーベナウと統合され、ザムトゲマインデ・ヴェーザー＝アウエが創設され、本ザムトゲマインデは廃止された。

## 地理

### 自治体の構成
- バルゲ
- マルクローエ
- ヴィーツェン